# Nebet
| nb · t |

| nb · t |

Nebet (v egyptštině „nbt“ – „Paní“) byla egyptská úřednice a první známá žena na pozici vezíra. Žila za vlády faraona Pepiho I. ze 6. dynastie, který se stal i jejím zetěm. Byla z vlivné rodiny z Abydu.
Byla manželkou šlechtice Chuiho.
Její dvě dcery se staly manželkami faraona Pepiho I., jmenovaly se Anchesenpepi I. a Anchesenpepi II., první zmíněná se stala matkou faraona Merenrea I. a Anchesenpepi II. matkou faraona Pepiho II.
Kromě zmíněných dcer měla také syna Džau, který se stal vezírem za vlády svých synovců. Nebet je zmíněna v jeho hrobce.
Úřednice Nebet byla současnicí úředníka Veniho.